# Castiarina suehasenpuschae
Castiarina suehasenpuschae es una especie de escarabajo del género Castiarina, familia Buprestidae. Fue descrita científicamente por Barker en 2005.